# Vampire d'Highgate
Le vampire de Highgate est le nom donné à une panique collective créée à la suite d'un reportage journalistique survenu dans le cimetière de Highgate, à Londres, au début des années 1970. Cette histoire constitue un exemple de légende urbaine moderne.

## Précédents
Au départ, un groupe de jeunes gens férus d'occultisme se retrouvent régulièrement dans le cimetière de Highgate, et ce depuis la fin des années 1960. Le cimetière est alors souvent l'objet de vandalismes,. Le 21 décembre 1969, un de ces jeunes, David Farrant, se rend de nuit au cimetière. Dans une lettre au Hampstead and Highgate Express du 6 février 1970, il explique qu'il avait décidé de passer la nuit du 24 décembre 1969 là-bas, puis qu'il y rencontra une « entité grise » (« grey figure »), qu'il a considérée comme un être surnaturel. Il se renseigna auprès des autres membres pour savoir si l'un d'eux avait déjà rencontré cet être. Plusieurs personnes lui répondent alors, décrivant une variété de fantômes passant pour hanter le cimetière ou ses alentours, à Swains Lane notamment. Ces êtres fantomatiques ont été décrits de manière relativement similaire ; il s'agissait d'un homme grand, portant un chapeau, ou parfois un cycliste spectral, ou une femme vêtue de blanc, mais aussi un visage émergeant de la pénombre des portails, d'un étang. Des sons de cloches et des voix appelant ont été aussi signalés. Finalement, seuls deux correspondants ont donné des versions similaires à celle de Farrant.
Des chasseurs de vampires amateurs envahissent alors les lieux et plusieurs livres réutilisent l'événement, dont celui de Sean Manchester, le premier à avoir évoqué le « vampire de Highgate » et qui ensuite prétendra en avoir exorcisé un et détruit un cercle de vampires.

## Dans la culture
Fred Vargas s'inspire très largement de ces anecdotes dans son roman  Un lieu incertain.
Dans le jeu vidéo Dracula 2 : Le Dernier Sanctuaire, on peut explorer le cimetière de Highgate, où de mystérieux événements se déroulent.